# Горишний, Дмитрий Павлович
Дми́трий Па́влович Гори́шний (1918—2006) — участник Великой Отечественной войны, командир отделения разведки 260-го гвардейского пушечного артиллерийского полка 17-й гвардейской пушечной артиллерийской бригады 5-й гвардейской артиллерийской дивизии прорыва 7-й гвардейской армии 2-го Украинского фронта, гвардии старший сержант. Герой Советского Союза.

## Биография
Родился 1 октября 1918 года в с. Горькая Балка, ныне Новопокровского района Краснодарского края, в семье крестьянина. Русский.
Образование неполное среднее — учился в школе села. Работал агротехником в колхозе.
В Красной Армии с 1939 года. На фронте в Великую Отечественную войну — с ноября 1941. Член ВКП(б)/КПСС с 1942 года.
Командир отделения разведки 260-го гвардейского пушечного артиллерийского полка гвардии старший сержант Дмитрий Горишний, находясь в боевых порядках подразделений, во время боя 5 января 1945 года поднял залёгших бойцов в атаку. В уличных боях за Будапешт (Венгрия) умело корректировал огонь артиллерии. Заменил выбывшего из строя командира стрелковой роты, успешно руководил боем.
После войны был демобилизован. Окончил Ленинградский университет. Работал заместителем директора, а с 1975 года — директором винодельческого завода в Темрюкском районе Краснодарского края.
Д. П. Горишный умер 9 августа 2006 года. Похоронен в посёлке Сенном Темрюкского района Краснодарского края.

## Награды
- Звание Героя Советского Союза присвоено 15 мая 1946 года (№ 6157)[3].
- Награждён орденами Ленина, Отечественной войны 1 степени, Красной Звезды и «Знак Почёта», а также медалями.

## Память
- В Темрюке проводится турнир по боксу, посвящённый памяти Героя Советского Союза Дмитрия Горишнего[4][5].